# The Night Watch
The Night Watch je koncertní album britské rockové skupiny King Crimson. Bylo vydáno v roce 1997 (viz 1997 v hudbě).
DvojCD The Night Watch je záznamem koncertu z 23. listopadu 1973, který se konal v nizozemském Amsterdamu. Některé skladby právě z tohoto vystoupení byly po určitých úpravách zařazeny na „studiové“ album Starless and Bible Black (1974) – jednalo se o „Trio“, „Starless and Bible Black“, „Fracture“ a úvod „The Night Watch“. Svého času byla část koncertu vysílána i v rádiu BBC a z těchto odvysílaných nahrávek byly tvořeny četné bootlegy. Proto bylo amsterdamské vystoupení jedním z prvních, které v polovině 90. let 20. století vytáhl Robert Fripp ze svého archivu a vydal na vlastním labelu Discipline Global Mobile. Přebal alba tvoří malba The Nightwatch od P. J. Crooka.

## Seznam skladeb
| Disk 1 | Disk 1                                  | Disk 1                        | Disk 1                          | Disk 1 |
| Pořadí | Název                                   | Autor                         | Původní album                   | Délka  |
| ------ | --------------------------------------- | ----------------------------- | ------------------------------- | ------ |
| 1.     | Easy Money                              | Fripp, Wetton, Palmer-James   | Larks' Tongues in Aspic (1973)  | 6:14   |
| 2.     | Lament                                  | Fripp, Wetton, Palmer-James   | Starless and Bible Black (1974) | 4:14   |
| 3.     | Book of Saturday                        | Fripp, Wetton, Palmer-James   | Larks' Tongues in Aspic (1973)  | 4:07   |
| 4.     | Fracture                                | Fripp                         | Starless and Bible Black (1974) | 11:28  |
| 5.     | The Night Watch                         | Fripp, Wetton, Palmer-James   | Starless and Bible Black (1974) | 5:28   |
| 6.     | Improvisation: Starless and Bible Black | Cross, Fripp, Wetton, Bruford | Starless and Bible Black (1974) | 9:11   |

| Disk 2         | Disk 2                            | Disk 2                                 | Disk 2                                  | Disk 2 |
| Pořadí         | Název                             | Autor                                  | Původní album                           | Délka  |
| -------------- | --------------------------------- | -------------------------------------- | --------------------------------------- | ------ |
| 1.             | Improvisation: Trio               | Cross, Fripp, Wetton, Bruford          | Starless and Bible Black (1974)         | 6:09   |
| 2.             | Exiles                            | Cross, Fripp, Palmer-James             | Larks' Tongues in Aspic (1973)          | 6:37   |
| 3.             | Improvisation: The Fright Watch   | Bruford, Cross, Fripp, Wetton          | —                                       | 6:03   |
| 4.             | The Talking Drum                  | Cross, Fripp, Wetton, Bruford, Muir    | Larks' Tongues in Aspic (1973)          | 6:34   |
| 5.             | Larks' Tongues in Aspic (Part II) | Fripp                                  | Larks' Tongues in Aspic (1973)          | 7:51   |
| 6.             | 21st Century Schizoid Man         | Fripp, McDonald, Lake, Giles, Sinfield | In the Court of the Crimson King (1969) | 10:38  |
| Celková délka: | Celková délka:                    | Celková délka:                         | Celková délka:                          | 84:34  |

## Obsazení
- King Crimson
  - Robert Fripp – kytara, mellotron
  - John Wetton – zpěv, baskytara
  - David Cross – housle, viola, mellotron
  - Bill Bruford – bicí, perkuse